# Krikettütő

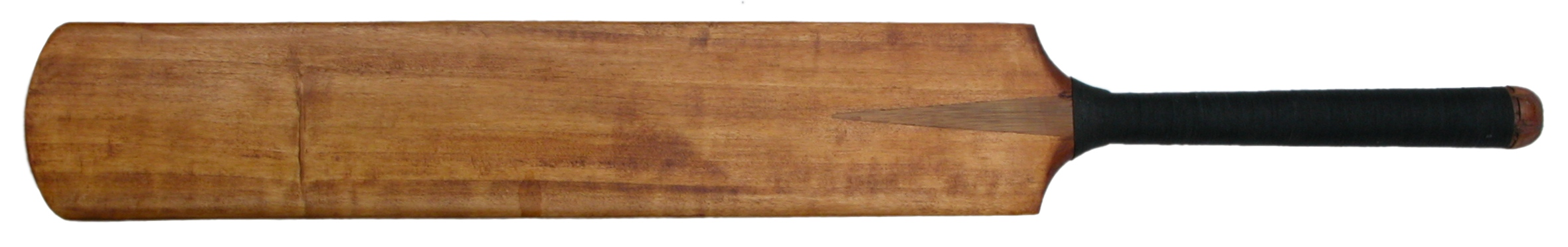
Krikettütő

A krikettütő a krikett nélkülözhetetlen kelléke. Egy nyélből és egy lapból áll, hossza valamivel rövidebb egy méternél, tömege legtöbbször 1 és 1,5 kg között van, általában fűzfából készül. A krikett 42 törvénye közül az ütőre az 5. számú vonatkozik.

## Története

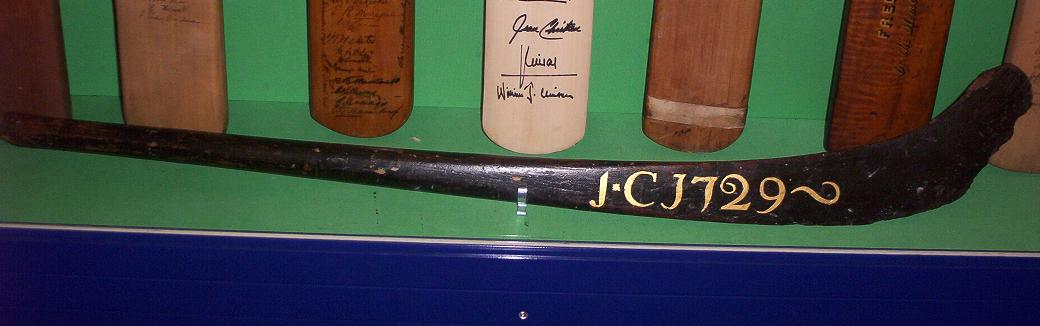
A legrégebbi fennmaradt krikettütő 1729-ből származik, ma a londoni The Oval stadionban látható. Nem is hasonlít a mai ütőkre

A krikettütő története a játék történetével együtt kezdődött. Mivel kezdetben a dobók alul dobtak (ma ez tiltott), és a labda alacsonyan érkezett az ütőjátékoshoz, ezért az akkori ütők még inkább a mai jégkorongütőkhöz hasonlítottak. A krikettütőt először 1624-ben említették meg nyomtatott szövegben, amikor egy ütőjátékos eltalált egy mezőnyjátékost, aki később belehalt sérülésébe.
Az 1770-es években módosítottak a szabályzaton, és bár a dobások ezután is alulról történtek, de a labdák már magasabban érkeztek meg az ütőshöz. Ekkor alakultak ki a nagyjából párhuzamos élű lappal rendelkező krikettütők. Súlyuk azonban igen nagy volt, a labda elütésére legalkalmasabb részük pedig a végükhöz volt közel. Ebben az időben az ütések kevésbé a technikáról, jóval inkább az erőről szóltak. Az ütők szélessége még nem volt szabályozva, így történhetett meg, hogy 1771-ben a Chertsey egyik játékosa egy olyan széles ütővel ment ki a pályára a Hambledon ellen, mint maga a kapu. Mivel ezt sokan sportszerűtlennek vélték, mindenhol gyorsan elfogadták a Hambledon javaslatát, amely a ma is érvényes 10,8 cm-ben célozta korlátozni az ütő lapjának szélességét.

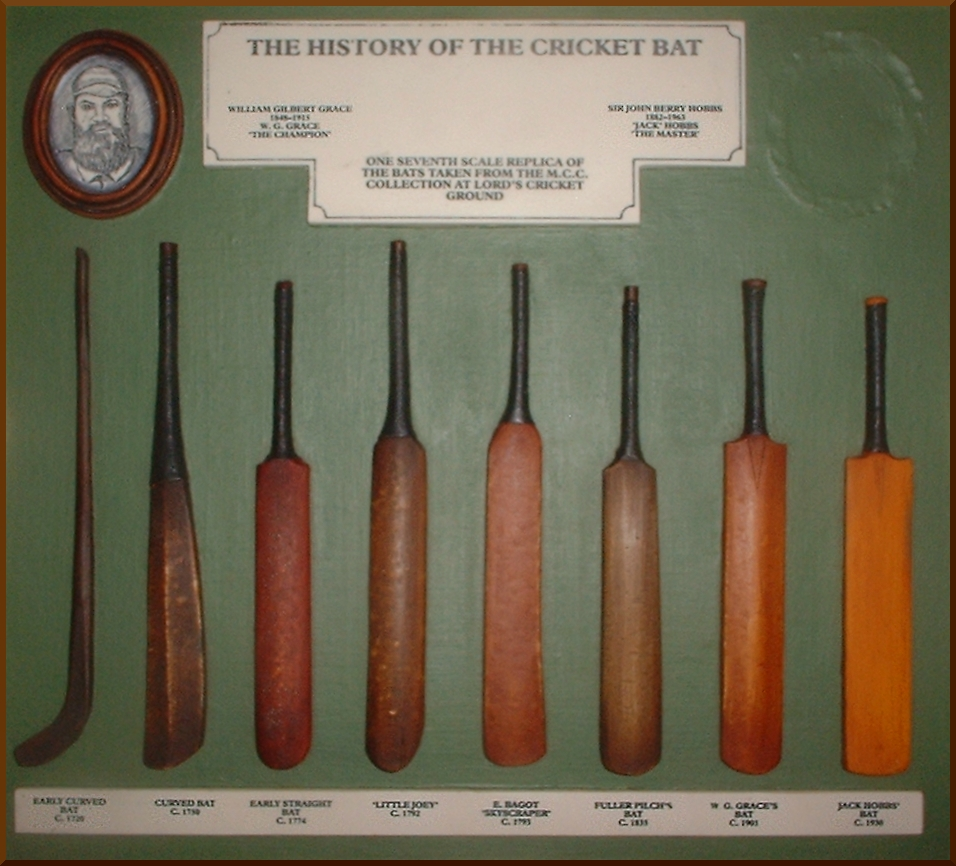
Különféle korokból származó krikettütők (másolatai). Az évszámok sorban: 1720, 1750, 1774, 1792, 1793, 1835, 1901 és 1930

Az 1820-as években az alsó dobást felváltotta az oldalról, nyújtott karral történő dobás. Ennek során a labda nagyobbat pattant, így az ütőt sokszor kellett magasabbra emelni, ezért előnyös volt az ütő súlyát csökkenteni, súlypontját pedig feljebb helyezni. A nagyobb sebességű labdák miatt egyúttal az ütőtörések is gyakoribbá váltak, ezért az addig egyetlen fadarabból kifaragott ütőkhöz inkább külön erősítették hozzá a fűzfából vagy kőrisfából készült nyelet. Az első, aki nádat használt fel a nyélhez, Thomas Nixon, a Nottinghamshire játékosa volt. Az ütő hosszát 1835-ben szabályozták, ez a szabályozás ma is érvényes.
1864-ben vált szabályossá a ma is alkalmazott felülről történő dobás, így az ütőt még könnyebbé és kifinomultabb alakúvá kellett tenni. Mai, modern formája nagyjából az 1870-es években alakult ki.
Az ütőket az 1800-as évektől kezdve készítik fűzfából, de eredetileg a fa gesztjét használták fel. 1890-ben C. C. Bussey volt az első gyártó, aki a fa szíjácsából készített krikettütőt: ez az anyag amellett, hogy világosabb színe miatt esztétikusabb volt, jóval könnyebbnek is találtatott, mint a geszt. Ami az alakot illeti, a súlypont még feljebb tolódott, a nyél pedig meglehetősen rövid volt. Jelentős változás az 1960-as évekig nem történt. Ekkor néhányan (például Graeme Pollock és Clive Lloyd) újra megpróbáltak visszatérni a nehezebb ütőkhöz, és például a hatpontos ütések terén sikeresebbek is lettek, de például horgot vagy nyesett ütést kivitelezni nehezebbé vált. Körülbelül ebben az időben kísérletezett a Gray-Nicolls is bizonyos, szélükön súlyozott golfütők mintájára olyan krikettütőkkel is, ahol a súlyeloszlás a szélek felé tolódott.
Míg a 19. században és a 20. század nagy részében egy csapat pontjainak általában kevesebb mint felét szerezte 4- és 6-pontos, azaz a pálya szélét elhagyó ütésekkel, addig ma ez az arány, többek között a krikettütők technológiai fejlődésének köszönhetően 60%-ra nőtt.
2018-ban született meg a Microsoft és a Spektacom Technologies együttműködésének köszönhetően az első okoskrikettütő, amely a beleépített technológia segítségével játék közben adatokat gyűjt például az ütő sebességéről és ívéről, az ütő és a labda érintkezési pontjáról, valamint az ütőjátékos által kifejtett energiáról, majd ezeket analizálja és okostelefonon megjeleníthetővé is teszi, segítséget nyújtva nem csak magának a játékosnak, de az edzőknek, a nézőknek, a kommentátoroknak és a játékvezetőknek is.

## Felépítése

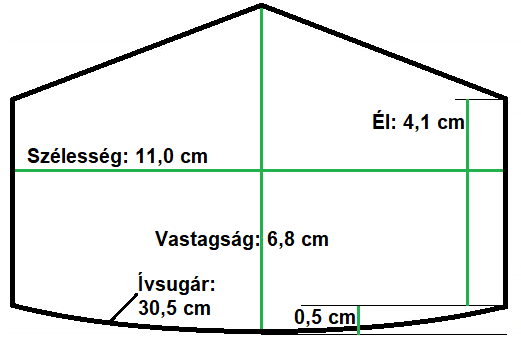
A szabványos krikettütőnek át kell férnie egy ilyen idomszeren

A krikettütő két fő részből áll, a nyélből és a speciális alakú lapból. Teljes hossza nem haladhatja meg a 96,52 cm-t, szélessége legfeljebb 10,8 cm lehet. Legnagyobb vastagságának megengedett mértéke 6,7 cm, élei legfeljebb 4 cm vastagok lehetnek, és az is feltétel, hogy a teljes, védőburkolatokkal ellátott, felmatricázott ütőnek át kell férnie egy, a szabályokban rögzített méretekkel rendelkező idomszeren. A kisebb méretű ütők kivételével elvárás, hogy a nyél hossza nem lehet több, mint a teljes hossz 52%-a. A lapot legfeljebb 1 mm vastag anyaggal szabad befedni, míg az ütő csúcsára helyezett védőréteg legfeljebb 3 mm vastag lehet.
Az ütő lapja a nyéltől kezdve lassan vastagszik, majd elérve a legnagyobb vastagságot, az úgynevezett púpot, ismét vékonyodni kezd. Ez a púp a lap végéhez közelebb van, mint a nyél és a lap találkozásához, az úgynevezett vállhoz. Azt a részt, ahol a legnagyobb hatásfokkal lehet megütni a labdát, édes foltnak is nevezik: ez éppen a lap púppal szembeni, lapos része.
Attól függően, hogy a púp mennyire közel helyezkedik el az ütő végéhez, háromféle profilú ütőt különböztetnek meg: amikor a púp közel van a végéhez, az az alacsony profilú ütő, amikor távolabb, az a közepes profilú, amikor még távolabb, az a magas profilú ütő. Az alacsony profilú ütő az agresszív ütőjátéknak kedvez, főként a játékmenetek végén, amikor kockáztatni kell a nagy pontszámú ütésekért. Különösen az olyan dobósávok esetén hasznos, ahol a labda kisebbet pattan. A magas profilú ütő főként húzott, horog és nyesett ütésekre alkalmazható, és akkor előnyösebb, ha a dobósáv talaja rugalmasabb. Az alacsony profilú ütő súlyeloszlása miatt felemeléskor nehezebbnek érződik, több időbe telik felemelni, mint a magasabb profilút. Ugyanez igaz a vastagabb púpú ütőkre, viszont cserébe ezekkel nagyobb energiát lehet átadni a megütött labdának.

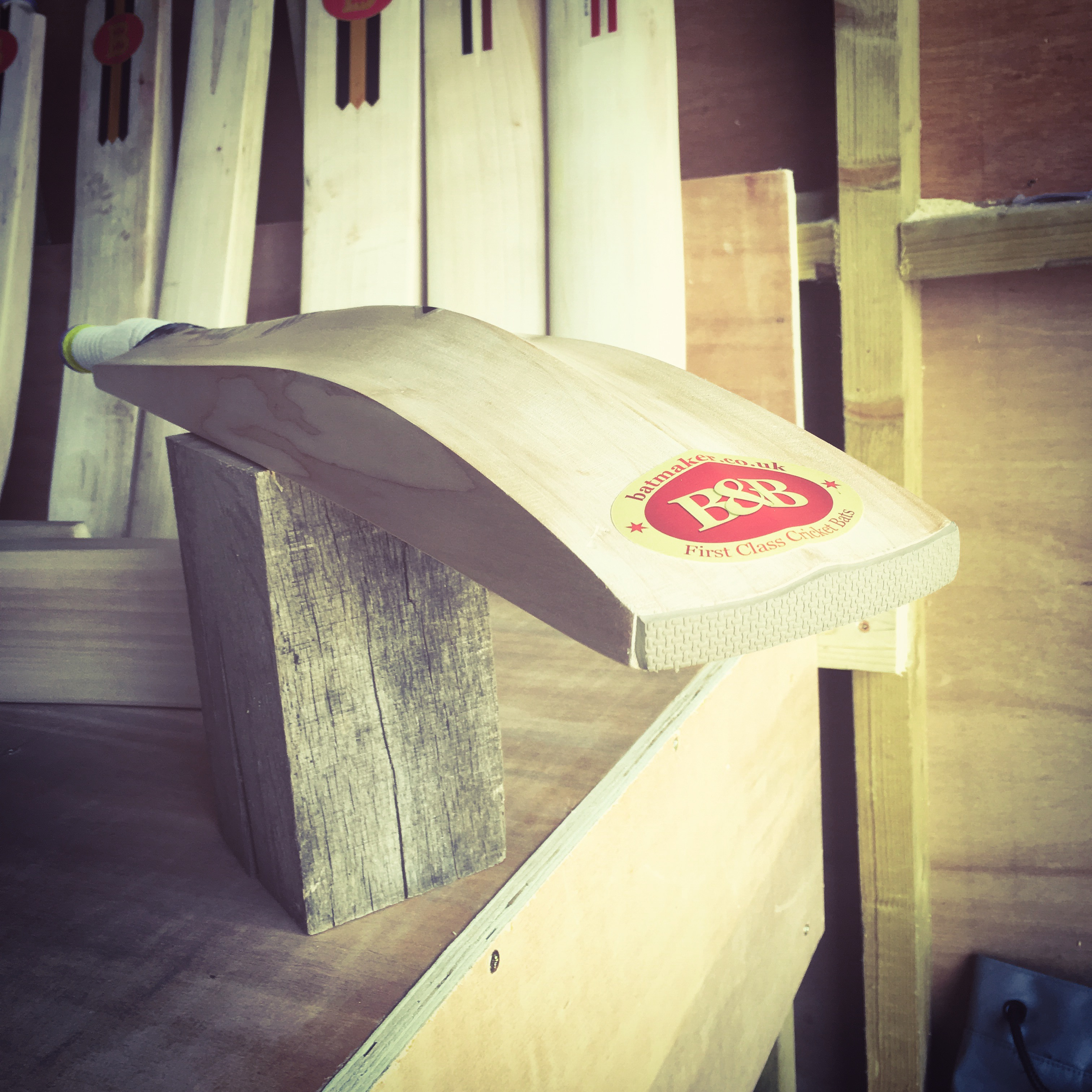
Ezen a képen jól megfigyelhető az ütő gerince és púpja

A vastagabb élű ütő nagyobb tömegű, viszont egyenletesebb súlyeloszlású, könnyebb vele eltalálni a labdát, és nagyobbat is lehet ütni. Az ilyen ütők nehezebben is károsodnak.
Az ütő lapjának enyhe görbülete is van. Nagyobb görbület esetén a súlypont magasabbra kerül, így könnyebb az ütőt felemelni. Másrészt az ilyen ütőkkel könnyebb magasra felütni a labdát, amivel könnyebb hatpontos ütéseket kivitelezni (igaz, a túl magas ütések esetén nagyobb a kockázat, hogy a labda nem megy ki a pályáról, és elkapják a mezőnyjátékosok). Indiában gyakrabban használnak nagyobb görbületű ütőket, Ausztráliára és Új-Zélandra viszont a kevésbé görbült ütők jellemzők.
A krikettütő vállától a végéig a púpos oldalon egy gerinc fut végig. Minél több faanyagot vájnak ki a gerinc mellől, és ezáltal minél élesebb a gerinc, annál könnyebb lesz az ütő, viszont az ütés hatásfoka nem romlik, és az élek vastagsága is nagyobb marad. Emiatt az ütőket egészen konkáv keresztmetszetűre szokták faragni. Ennek hátránya viszont az, hogy ha egy labda a lapnak nem a közepét találja el, hanem a szélét, akkor az ütő könnyebben elfordul a hossztengelye körül, így a labda energiájának egy része erre a forgásra pazarlódik, ezért kisebb sebességgel fog repülni az ütés után.
A nyelet sűrűn betekerik cérnával, majd gumiborítást húznak rá a kényelmesebb fogás érdekében. Az ütő leggyengébb része a nyél váll felőli vége: törések esetén leggyakrabban itt törik el az ütő, főleg olyankor, ha a labdát az ütő végével találják el. Bár nagyban függ az egyéntől, hogy ki mennyire hosszú nyelű ütőket kedvel, de általában azt szokták javasolni, hogy a 188 cm-nél magasabb játékosok hosszú nyelű ütőt válasszanak, az ennél alacsonyabbak rövid nyelűt.

## Készítése

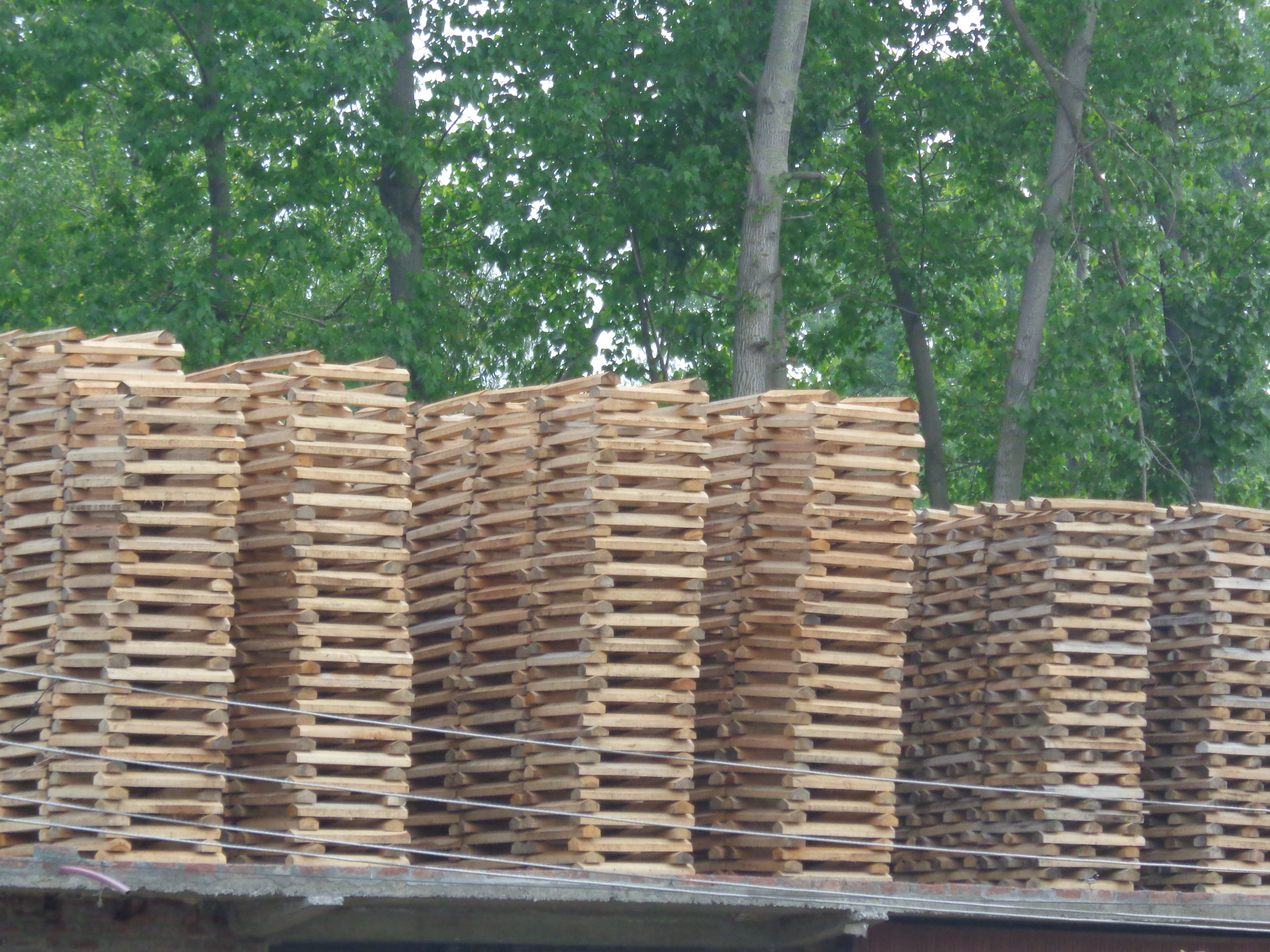
Száradó fűzfadeszkák

A krikett 5. törvénye kimondja, hogy az ütő nyele kizárólag nádból vagy fából, lapja csak fából készülhet. A világ legjobb minőségű ütői a fehér fűz caeruela változatából készülnek, ezért ezt a változatot krikettütő-fűznek is nevezik. Azonban mivel ezt a fát szinte kizárólag Nagy-Britanniában termelik, az igény viszont nagy lenne rá, a világpiaci ára igen magasra szökött. Emiatt a leggyakoribb felhasznált anyag mégsem ez, hanem az olcsóbb kasmíri fűz, amit főleg Indiában használnak.
A nyél legjobb minőségű alapanyaga a szumátrai dzsungelekben aratott manau nád vagy a malajziai sarawak nád. Ezeket először olajban megfőzik, majd több hétig szárítják. Ezután megfelelő hosszúságú darabokra vágják, majd hosszuk mentén négy darabra hasítják őket. A négy darab közé parafából vagy gumiból készült lapocskákat illesztenek, és összeragasztják, visszanyerve az eredeti, hengeres alakot.
Miután a fűzfa törzsét nagyjából akkora hasábokra fűrészelték, mint egy krikettütő, és a hasábokat körülbelül olyan keresztmetszetűre alakították, mint az előző fejezetben látható idomszer, végüket viasszal kenik be, hogy ne repedjenek meg, majd hosszú ideig, akár egy éven át is szárítják őket. Ezután minőség szerint, például a rostok egyenességét és az esetleges anyaghibákat figyelembe véve osztályozzák a hasábokat, majd bevizezés után egy préselőgépen húzzák őket keresztül, ami kissé összetömöríti a faanyagot. A lap végébe ezután egy keskeny, V alakú vájatot vágnak, amibe a nyél ékszerűen kialakított vége pontosan bele tud illeszkedni: a két részt ezután itt ragasztják össze. Az ütő végleges formáját számos kézzel végzett lépés: fűrészelés, gyalulás és faragás során nyeri el. Felületét előbb durván, majd finoman csiszolják, és a nedvességvédelem céljából egy viaszos anyaggal kezelik. A nyelet cérnával sűrűn körbetekerik, majd gumiborítást húznak rá, végül felragasztják a lapra és az élekre a gyártó cég matricáit.
Ma már rengeteg helyen gyártanak krikettütőket világszerte. A legjelentősebb gyártók közé tartozik az indiai székhelyű Sareen Sports Industries (SS), a szintén indiai Sanspareils Greenlands (SG), az angol Gunn & Moore (GM), az ausztrál Kookaburra Sport és a szintén ausztrál Spartan Sports.

## Karbantartása, javítása

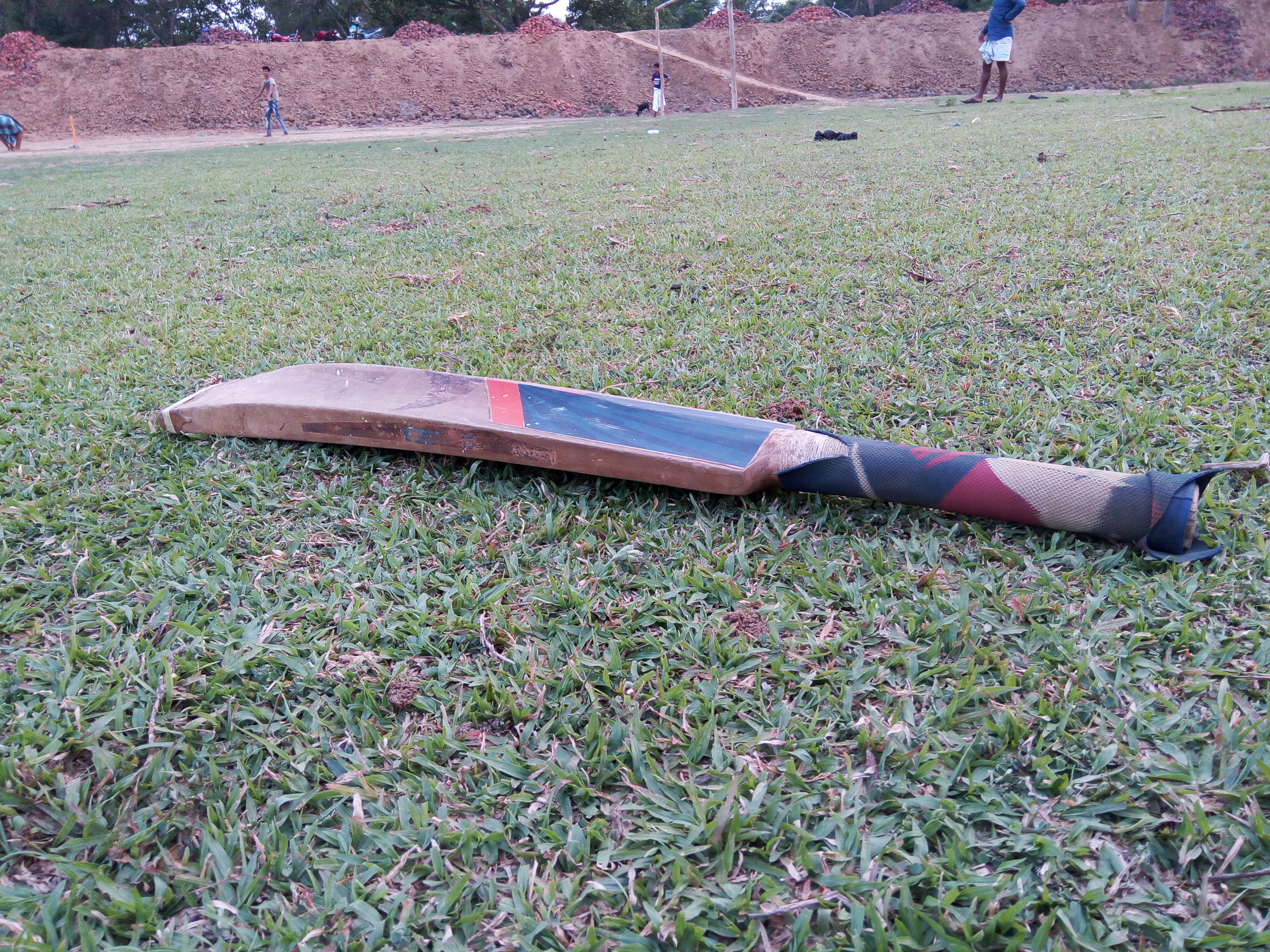
Használt krikettütő

A gyorsan tönkremenő krikettlabdával ellentétben egy ütő hosszú évekig szolgálhat. Élettartamának növelése érdekében azonban rendszeres karbantartásra szorul. Az új krikettütő szabad fafelületeit be kell olajozni (ahol védőbevonat van rajta, ott nem), majd az olajozást bizonyos időközönként újra és újra el kell végezni. (Hogy mennyi ez az időköz, arról eltérnek a vélemények, de általában évi néhány alkalomról van szó). Az olajozás nyers lenmagolajjal történik, amelyet vékony rétegben kennek rá kézzel, ronggyal vagy itatóspapírral, majd az ütőt vízszintes helyzetbe helyezik, és 12–24 óráig szárítják. Az új ütőt érdemes többször beolajozni egymás után. Nem szabad túl sok olajat rákenni (több ütő megy tönkre a túlolajozás miatt, mint az olajozás hiánya miatt), és vigyázni kell arra is, hogy azt a részt, ahol a nyél bele van ragasztva, ne kenjük be, mert az olaj gyengítheti a ragasztást.
Az új ütőt olajozás után még be is kell kalapálni, ami azt jelenti, hogy mintegy 3–6 órán keresztül egy erre a célra kifejlesztett fakalapáccsal, esetleg egy nyélre rögzített régi krikettlabdával addig kell ütögetni az ütőnek azt a felületét, ahol majd a játék során a labdával találkozni fog, amíg a fűzfaanyag rostjai elegendően össze nem tömörödnek. Ez a tömörödés az ütő erősödését okozza, így az eszköz jóval kevésbé lesz sérülékeny a jövőben. A bekalapálás során kezdetben gyengébb, majd az idő előrehaladtával egyre erősebb ütéseket kell alkalmazni, és arra is ügyelni kell, hogy az ütő csúcsát és oldallapjait soha ne üssük közvetlenül derékszögben, csak az oldallapok élét. Vannak krikettütők, amelyeket úgy árusítanak, hogy már előzetesen részben bekalapálták őket, de további (igaz, rövidebb ideig tartó) kalapálás ezekben az esetekben is szükséges.
A játék során keletkező kisméretű repedések, karcolások általában csiszolópapír vagy -gép segítségével eltüntethetők, de a nagyobb hibák már csak ragasztással, esetleg a sérült rész kifűrészelésével és egy új fadarab beragasztásával javíthatók.

## Szerepe a játékban
A krikettmérkőzés során egyszerre két ütőjátékos van a pályán, mindegyiküknél egy-egy ütő található. A kapujuk felé dobott labdát ezzel tudják minél messzebbre ütni, hogy ezáltal pontokat szerezzenek. A szabályok szerint ütővel történő ütésnek számít, ha a labda akár magát a krikettütőt megérinti, akár a játékosnak azt a kezét, amelyben az ütőt tartja, akár az ezen a kézen viselt kesztyűjének bármely pontját.
A krikettütő a játékos „részének” számít abban az értelemben, hogy ha akár csak az ütő vége a földet érintve átnyúlik a dobósáv ütővonalán, akkor már nem lehet kiejteni az ütőjátékost kifutással. Emiatt fordulnak elő olyan jelenetek, hogy például amikor az ütős futást hajt végre, és úgy érzékeli, kevés ideje van elérni az ütővonalat, mivel a labda már mondjuk ott van az ellenfél kapusánál, aki kapuleverésre készül, akkor az ütőjátékos az ütőjét előre tartva érkezik meg a vonalhoz, sőt, ha nagyon kevés az idő, akár hasra is vetődik az ütőt előre nyújtva, hogy megpróbálja legalább az ütőt túlnyújtani a vonalon.

## Képek

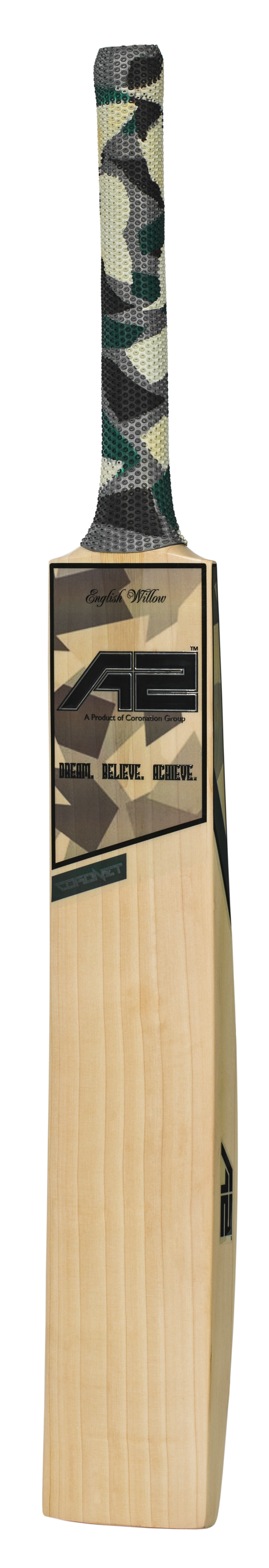
Modern krikettütő (nagy felbontású kép)
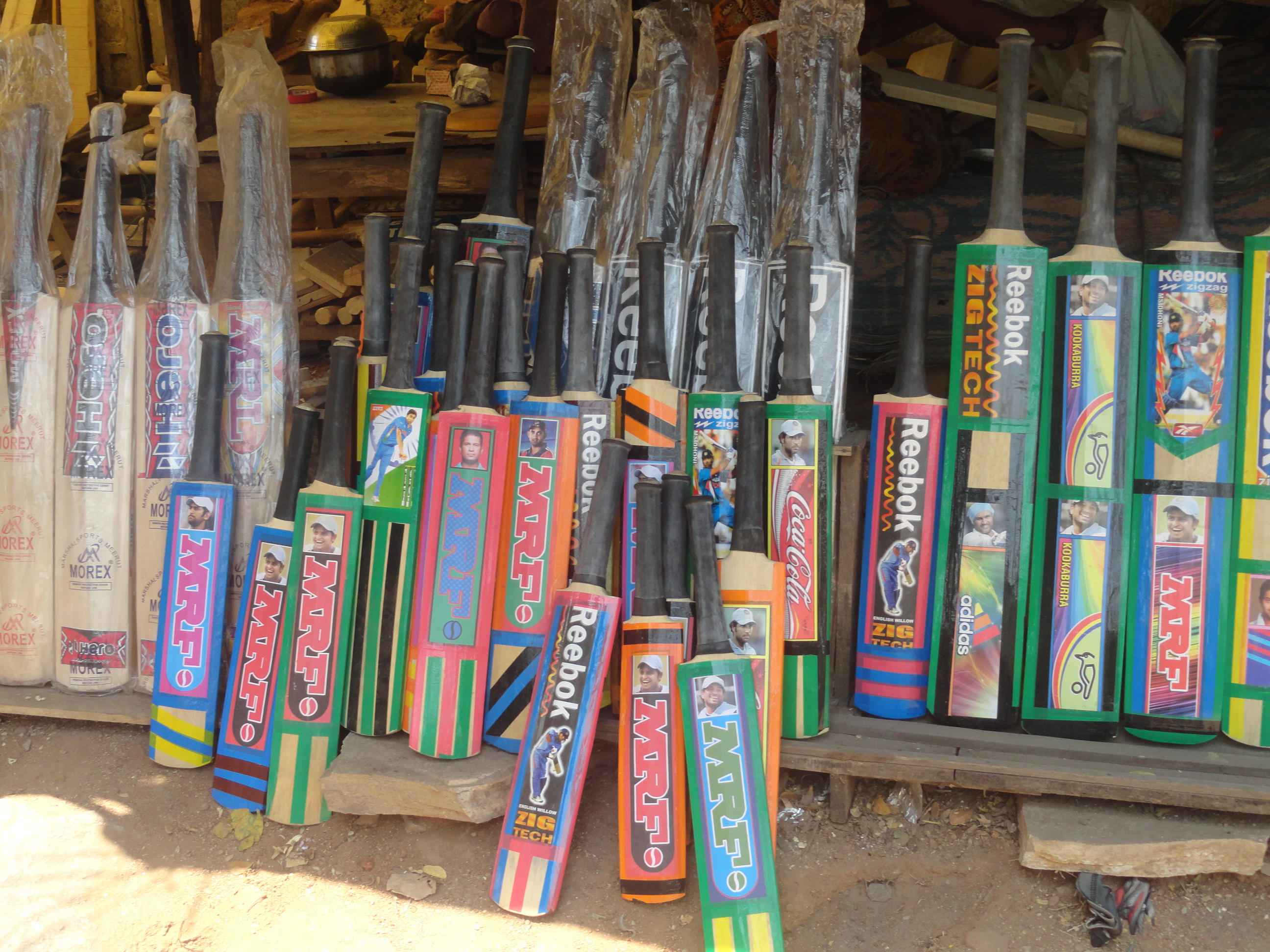
Eladó krikettütők
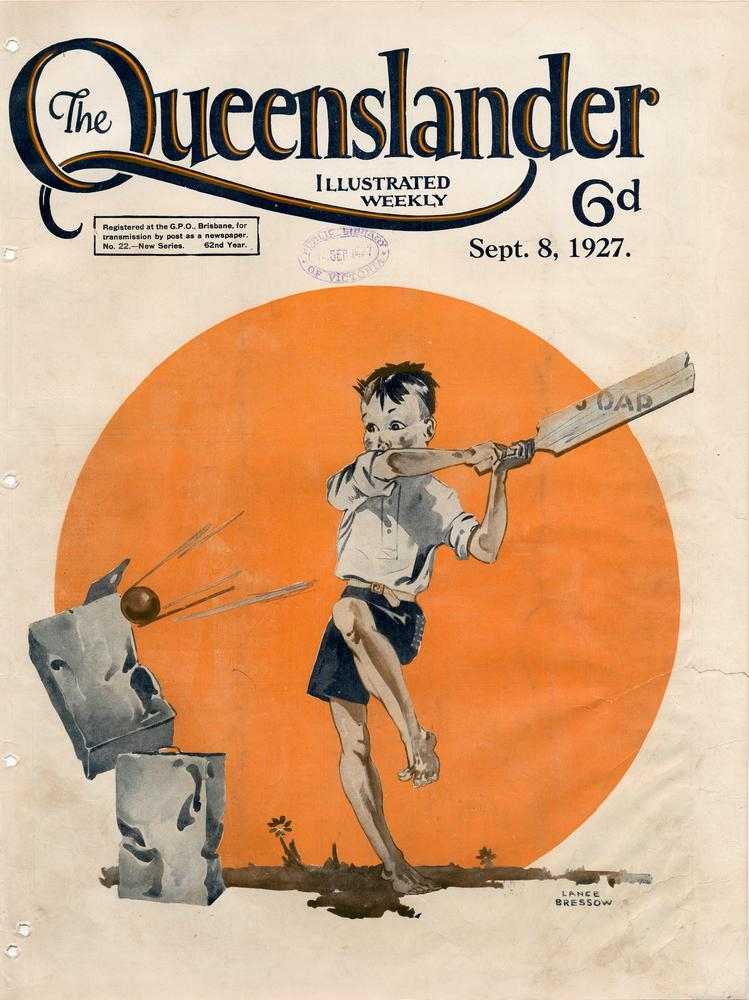
Krikettütő a The Queenslander ausztrál hetilap 1927-es címlapján
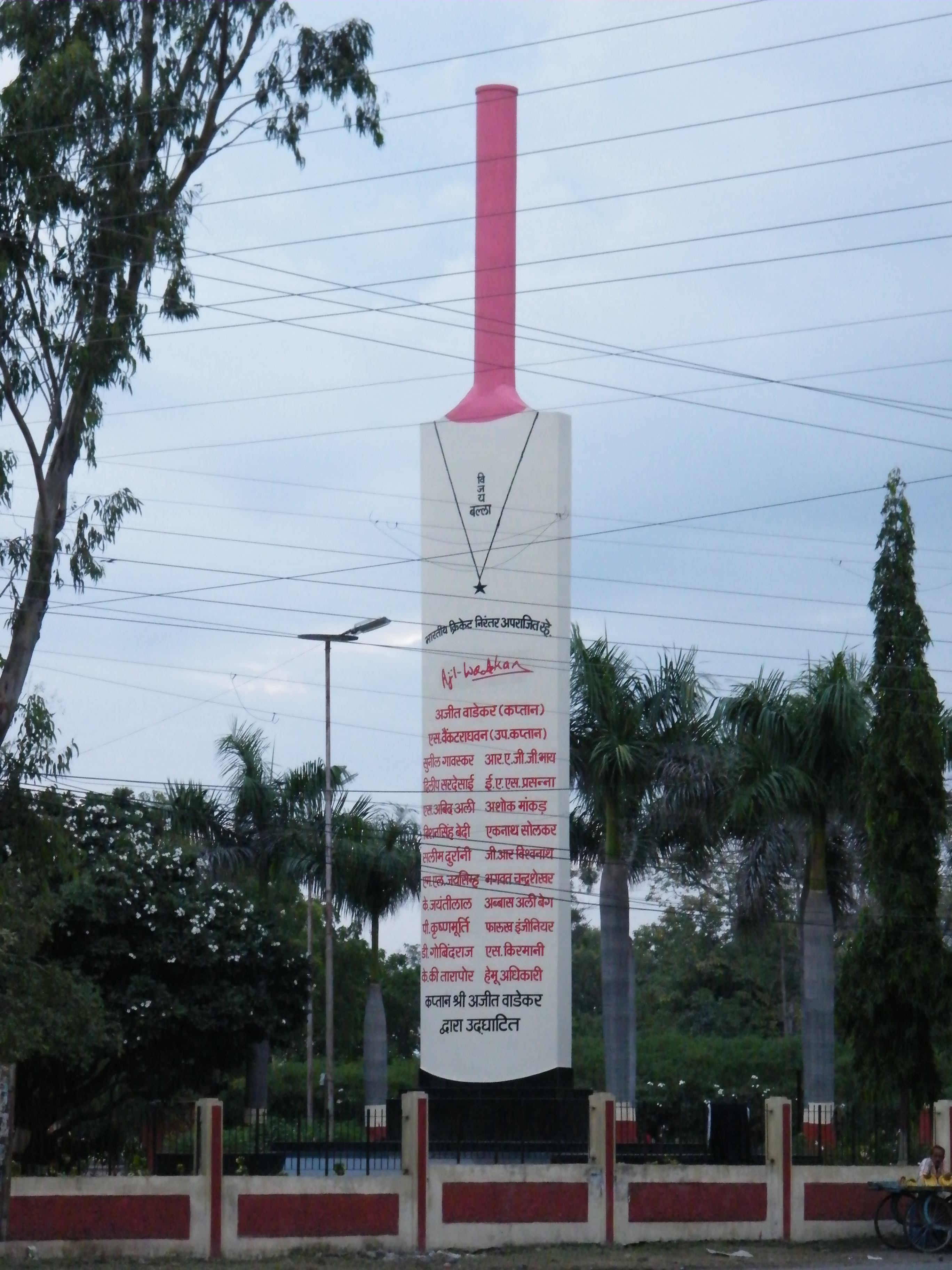
Óriási krikettütőt formázó emlékmű Indaurban